# Space Shower Music Awards
Die Space Shower Music Awards, bis 2014 Space Shower Music Video Awards – kurz Space Shower MVA – ist ein Musikpreis, der seit 1996 vom japanischen Musikfernsehsender Space Shower Television vergeben wird.
Die Preise werden in verschiedenen Kategorien vergeben, darunter in den Hauptkategorien Künstler des Jahres, Video des Jahres, Album des Jahres, Song des Jahres und Peoples’ Choice.

## Austragungen
| Nr. | Jahr | Ort                               |
| --- | ---- | --------------------------------- |
| 1   | 1996 | Yebisu Garden Place               |
| 2   | 1997 | Nakano Sun Plaza                  |
| 3   | 1998 | Stadthalle Shibuya                |
| 4   | 1999 | nicht bekannt                     |
| 5   | 2000 | nicht bekannt                     |
| 6   | 2002 | Shibuya-AX                        |
| 7   | 2003 | Nippon Budōkan                    |
| 8   | 2004 | Nippon Budōkan                    |
| 9   | 2005 | Nippon Budōkan                    |
| 10  | 2006 | Nippon Budōkan                    |
| 11  | 2007 | Nippon Budōkan                    |
| 12  | 2008 | Nippon Budōkan                    |
| 13  | 2009 | nicht bekannt                     |
| 14  | 2010 | nicht bekannt                     |
| 15  | 2011 | nicht bekannt                     |
| 16  | 2012 | nicht bekannt                     |
| 17  | 2013 | nicht bekannt                     |
| 18  | 2014 | nicht bekannt                     |
| 19  | 2015 | nicht bekannt                     |
| 20  | 2016 | Tokyo International Forum Halle A |
| 21  | 2017 | Tokyo International Forum Halle A |
| 22  | 2018 | Pacifico Yokohama                 |
| 23  | 2019 | NHK Hall                          |
| 24  | 2020 | Tokyo Internatuonal Forum Halle A |
| 25  | 2021 | online                            |
| 26  | 2022 | online                            |

## Gewinner

### Video des Jahres
| Jahr | Gewinner                                                | Quelle |
| ---- | ------------------------------------------------------- | ------ |
| 1996 | Ulfuls – Gattsudaze!!                                   | [ 4 ]  |
| 1997 | Denki Groove – Shangri-La                               | [ 5 ]  |
| 1998 | hide und Spread Beaver – Pink Spider                    | [ 6 ]  |
| 1999 | L’Arc-en-Ciel – Pieces                                  | [ 7 ]  |
| 2000 | L’Arc-en-Ciel – Stay Away                               | [ 8 ]  |
| 2002 | Hikaru Utada – Travelling                               | [ 9 ]  |
| 2003 | Keisuke Kuwata – Tokyo                                  | [ 10 ] |
| 2004 | Mr. Children – Kurumi                                   | [ 11 ] |
| 2005 | Rip Slyme – Galaxy                                      | [ 12 ] |
| 2006 | Yuki – Joy                                              | [ 13 ] |
| 2007 | Mr. Children – Shirushi                                 | [ 14 ] |
| 2008 | Bump of Chicken – Hana no Na                            | [ 15 ] |
| 2009 | Denki Groove – Mononoke Dance                           | [ 16 ] |
| 2010 | Namie Amuro – Fast Car                                  | [ 17 ] |
| 2011 | Sakanaction – Aruku Around                              | [ 18 ] |
| 2012 | Sakanaction – Bach no Senritsu o Yoru ni Kiita Sei Desu | [ 19 ] |
| 2013 | Kyary Pamyu Pamyu – Tsukematsukeru                      | [ 20 ] |
| 2014 | Maximum the Hormone – Yoshū Fukushū                     | [ 21 ] |
| 2015 | Quruli – Liberty & Gravity                              | [ 22 ] |
| 2016 | Yuzu – Owaranai Uta                                     | [ 23 ] |
| 2017 | Gen Hoshino – Koi                                       | [ 24 ] |
| 2018 | Ken Hirai – Non-fiction                                 | [ 25 ] |
| 2019 | Radwimps – Catharsist                                   | [ 26 ] |
| 2020 | Bump of Chicken – Aurora                                | [ 27 ] |
| 2021 | Kenshi Yonezu – Kanden                                  | [ 28 ] |
| 2022 | Gen Hoshino – Fushigi                                   | [ 29 ] |

### Bester Künstler/Bester Regisseur
| 1996 | nicht verliehen       | Shūichi Tan        | [ 4 ]  |
| 1997 | nicht verliehen       | Eiki Takanashi     | [ 5 ]  |
| 1998 | nicht verliehen       | Hideyuki Tanaka    | [ 6 ]  |
| 1999 | nicht verliehen       | Hideaki Sunaga     | [ 7 ]  |
| 2000 | nicht verliehen       | Suguru Takeuchi    | [ 8 ]  |
| 2002 | nicht verliehen       | Kōki Tange         | [ 9 ]  |
| 2003 | nicht verliehen       | unbekannt 1        |        |
| 2004 | nicht verliehen       | Ugichin            | [ 11 ] |
| 2005 | nicht verliehen       | Koichiro Tsujikawa | [ 12 ] |
| 2006 | nicht verliehen       | Yasuyuki Yamaguchi | [ 13 ] |
| 2007 | nicht verliehen       | Yūsuke Tanaka      | [ 30 ] |
| 2008 | nicht verliehen       | Yuichi Kodama      | [ 31 ] |
| 2009 | Namie Amuro           | Yuichi Kodama      | [ 16 ] |
| 2010 | Sheena Ringo          | Yuichi Kodama      | [ 17 ] |
| 2011 | Kaela Kimura          | Kazuaki Seki       | [ 18 ] |
| 2012 | Tokyo Incidents       | Yasuhiko Shimizu   | [ 19 ] |
| 2013 | Sakanaction           | Hidenobu Tanabe    | [ 20 ] |
| 2014 | Yuzu                  | Kento Yamada       | [ 21 ] |
| 2015 | Sekai no Owari        | Sojiro Kamatani    | [ 22 ] |
| 2016 | Dreams Come True      | Atsunori Toshi     | [ 23 ] |
| 2017 | Radwimps              | Hidenobu Tanabe    | [ 24 ] |
| 2018 | Yuzu                  | Kento Yamada       | [ 25 ] |
| 2019 | Gen Hoshino           | Tomokazu Yamada    | [ 26 ] |
| 2020 | One Ok Rock           | Kyotaro Hayashi    | [ 27 ] |
| 2021 | Official Hige Dandism | Takuto Shinbo      | [ 28 ] |
| 2022 | Yoasobi               | Spikey John        | [ 29 ] |

### People’s Choice
| Your Choice     |                                                                                       |        |
| 1996            | Lied: Gattsudaze!! Künstler: Ulfuls Regisseur: Tetsurō Takeuchi                       | [ 4 ]  |
| 1997            | Lied: Loop Slider Künstler: Magokoro Brothers Regisseur: Tarō Mitsuoka                | [ 5 ]  |
| 1998            | Lied: Natsuiro Künstler: Yuzu Regisseur: Yohito Teraoka                               | [ 6 ]  |
| 1999            | Lied: Sentimental Künstler: Yuzu Regisseur: Masaki Ōkita                              | [ 7 ]  |
| 2000            | Lied: Tobenai Tori Künstler: Yuzu Regisseur: Eiki Takahashi                           | [ 8 ]  |
| 2002            | Lied: Pieces of a Dream Künstler: Chemistry Regisseur: Kōki Tange                     | [ 9 ]  |
| 2003            | Lied: Rakuen Baby Künstler: Rip Slyme Regisseur: Hiroshi Itō                          | [ 10 ] |
| 2004            | Lied: Lost Man Künstler: Bump of Chicken Regisseur: Shūichi Banba, Harahitoshi Takano | [ 11 ] |
| 2005            | Lied: Sharin no Uta Künstler: Bump of Chicken Regisseur: Shūichi Banba                | [ 12 ] |
| 2006            | Lied: Konayuki Künstler: Remioromen Regisseur: Shūichi Tan                            | [ 13 ] |
| 2007            | Lied: Stand by Me Künstler: Remioromen Regisseur: Tomoo Noda                          | [ 14 ] |
| 2008            | Lied: Hana no Na Künstler: Bump of Chicken Regisseur: Shūichi Banba                   | [ 15 ] |
| 2009            | Lied: Order Made Künstler: Radwimps Regisseur: Yuichi Kodama                          | [ 16 ] |
| 2010            | Lied: Oshakashama Künstler: Radwimps Regisseur: Yasunori Kakegawa, Tetsuya Nagato     | [ 17 ] |
| 2011            | Lied: Manifest Künstler: Radwimps Regisseur: Jika                                     | [ 18 ] |
| 2012            | Lied: Maximum the Hormone Künstler: Maximum the Hormone Regisseur: Yasuhiko Shimizu   | [ 19 ] |
| 2013            | Lied: The Beginning Künstler: One Ok Rock Regisseur: Maxilla                          | [ 20 ] |
| 2014            | Lied: Niji o Matsu Hito Künstler: Bump of Chicken Regisseur: Shūichi Banba            | [ 21 ] |
| 2015            | Lied: ray Künstler: Bump of Chicken Regisseur: Atsunori Toshi                         | [ 22 ] |
| People’s Choice |                                                                                       |        |
| 2016            | Bump of Chicken                                                                       | [ 23 ] |
| 2017            | Alexandros                                                                            | [ 24 ] |
| 2018            | Gen Hoshino                                                                           | [ 25 ] |
| 2019            | Gen Hoshino                                                                           | [ 26 ] |
| 2020            | UVERworld                                                                             | [ 27 ] |
| 2021            | BTS                                                                                   | [ 28 ] |
| 2022            | Fujii Kaze                                                                            | [ 29 ] |

### Album des Jahres/Lied des Jahres
| 2018 | Hi-Standard – The Gift            | Daoko und Kenshi Yonezu – Ushiage Hanabi | [ 25 ] |
| 2019 | Gen Hoshino – Pop Virus           | Kenshi Yonezu – Lemon                    | [ 26 ] |
| 2020 | The Yellow Monkey – 9999          | Official Hige Dandism – Pretender        | [ 27 ] |
| 2021 | Kenshi Yonezu – Stray Sheep       | Yoasobi – Yoru ni Kakeru                 | [ 28 ] |
| 2022 | Official Hige Dandism – Editorial | Yuuri – Dry Flower                       | [ 29 ] |